# Райвсвілл (Західна Вірджинія)
Райвсвілл (англ. Rivesville) — місто (англ. town) в США, в окрузі Меріон штату Західна Вірджинія. Населення — 830 осіб (2020).

## Географія
Райвсвілл розташований за координатами 39°31′56″ пн. ш. 80°7′14″ зх. д. / 39.53222° пн. ш. 80.12056° зх. д. (39.532165, -80.120618).  За даними Бюро перепису населення США в 2010 році місто мало площу 1,54 км², з яких 1,36 км² — суходіл та 0,18 км² — водойми.

## Демографія
Згідно з переписом 2010 року, у місті мешкали 934 особи в 402 домогосподарствах у складі 261 родини. Густота населення становила 606 осіб/км².  Було 430 помешкань (279/км²).
Расовий склад населення:
| - 98,7 % — білих - 0,6 % — чорних або афроамериканців - 0,5 % — корінних американців |

До двох чи більше рас належало 0,0 %. Частка іспаномовних становила 0,3 % від усіх жителів.
За віковим діапазоном населення розподілялося таким чином: 21,1 % — особи молодші 18 років, 62,3 % — особи у віці 18—64 років, 16,6 % — особи у віці 65 років та старші. Медіана віку мешканця становила 42,1 року. На 100 осіб жіночої статі у місті припадало 87,2 чоловіків;  на 100 жінок у віці від 18 років та старших — 87,5 чоловіків також старших 18 років.
Середній дохід на одне домашнє господарство  становив 51 272 долари США (медіана — 41 741), а середній дохід на одну сім'ю — 61 532 долари (медіана — 52 614). За межею бідності перебувало 18,6 % осіб, у тому числі 21,8 % дітей у віці до 18 років та 9,3 % осіб у віці 65 років та старших.
Цивільне працевлаштоване населення становило 440 осіб. Основні галузі зайнятості: освіта, охорона здоров'я та соціальна допомога — 22,3 %, роздрібна торгівля — 14,5 %, науковці, спеціалісти, менеджери — 9,8 %, будівництво — 9,8 %.